# 五色幕

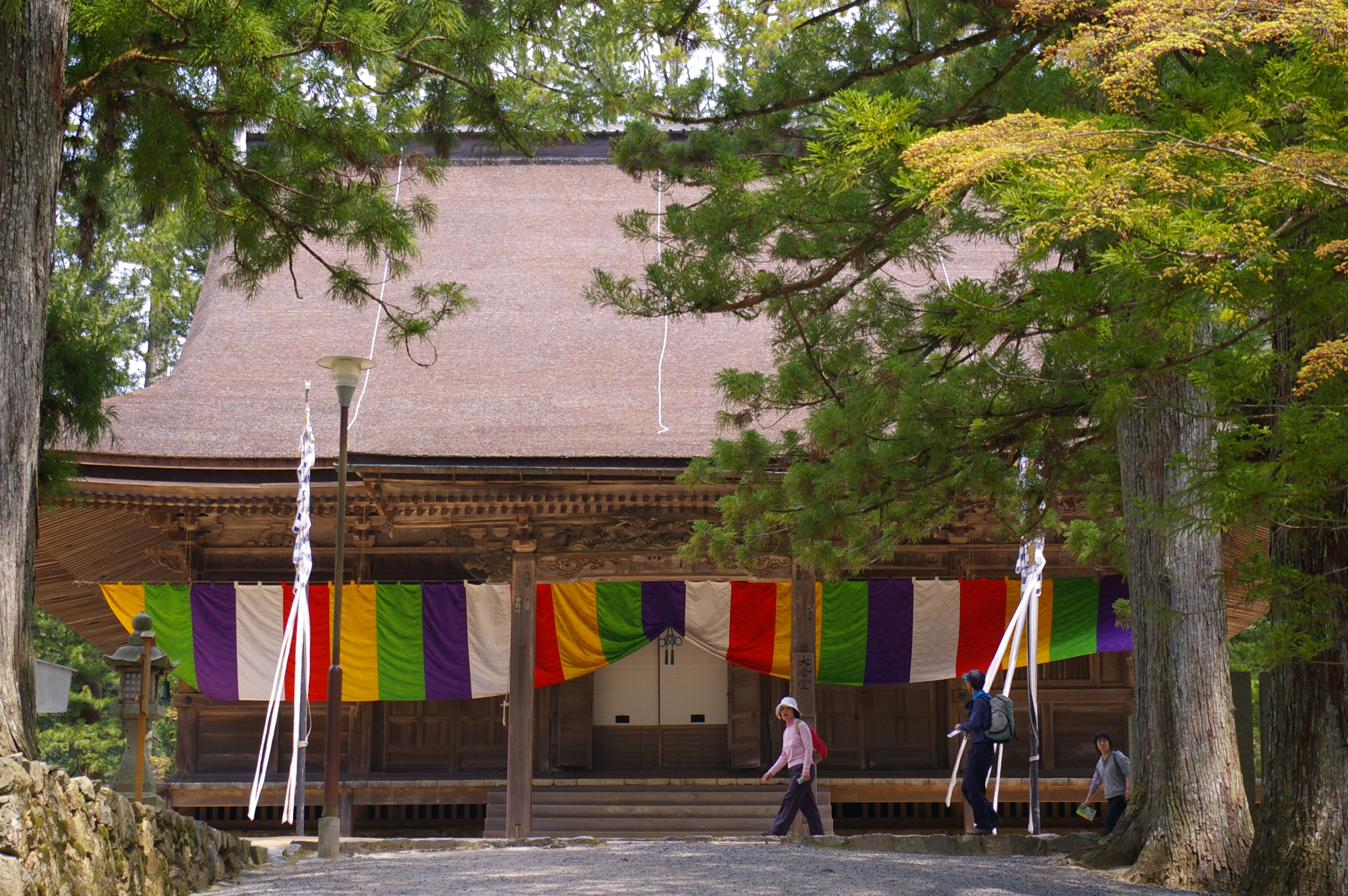
五色幕（金剛峰寺）

五色幕（ごしきまく）とは、仏教の寺院の壁などに掛けられている5つの色の幕のこと。五色幔幕。

## 概要
配色には差異があるが、一つの例として白・青・黄・赤・黒などがある。五色はインド哲学の五大や中国の五行思想に基づくとされる。ただし青と黒は現在使われる青色（ブルー）や黒色（ブラック）ではなく、伝統的表現の緑（翠）と青（群青）で表される。
仏教の寺院であることを表し、釈迦如来の説いた教えを広く宣べて流布させることを表している。寺院の落慶時の法要などや、灌仏会（花まつり）などの年間の大祭で寺院の壁面や堂内の入り口にこの五色幕が掛けられる。
真言宗などでは五智如来の色とも言われ、5つの智慧を表す色として知られる。

## 註釈
1. ↑  “雑学の杜 - 五色幕”.  成田山新勝寺. 2020年2月17日閲覧。
2. ↑  仏教が伝える五大では青、白、赤、緑、黄となり、チベット仏教ではこの逆順の並びと厳密に決められている。五行思想は仏教とは独立に生まれた思想であり、青は青龍、赤は朱雀、黄は黄龍、白は白虎、黒は玄武を表す。